# Georg Aminoff (född 1949)
Hans Georg Aminoff, född 3 februari 1949 i Göteborg, är en svensk tidigare officer i armén.

## Biografi
Aminoff blev 1971 fänrik i armén. Han befordrades 1973 till löjtnant, 1972 till kapten, 1982 till major, till 1988 överstelöjtnant, till 1993 till överste och 1997 till överste av 1:a graden.
Aminoff inledde sin militära karriär i armén vid Älvsborgs regemente. Från 1982 tillhörde Aminoff Generalstabskåren. Åren 1982–1983 tjänstgjorde han vid den svenska FN-bataljonen vid FN:s fredsbevarande styrkor i Cypern. År 1985 var han avdelningschef vid Bergslagens militärområdesstab. Åren 1986–2000 var han adjutant och senare överadjutant vid H.M. Konungens stab. Åren 1988–1992 tjänstgjorde han vid Värmlands regemente. Åren 1992–1993 var han chef för Infanteriets officershögskola, 1993–1995 för Infanteriets stridsskola och 1995–1996för Stridsskola Mitt. Åren 1996–1997 tjänstgjorde han vid SFOR:s stab i Sarajevo. Åren 1997–2000 var han regementschef för Västernorrlands regemente samt försvarsområdesbefälhavare för Västernorrlands försvarsområde. Åren 2000–2001 var han chef för Avvecklingsorganisation Ångermanland, det vill säga den organisation som hade till uppgift att avveckla Sollefteå garnison.